# قسطانية
قُسطانية أو أُكْسِتنية أو أُكستانِيَة أو أكوتين هي منطقة تاريخية في جنوب أوروبا تشمل المناطق التي انتشرت فيها اللغة القسطانية كلغة أساسية، والتي تستخدم إلى الآن كلغة ثانية. هذه المنطقة تشمل النصف الجنوبي لفرنسا وموناكو ومناطق بسيطة من إيطاليا وإسبانيا. شكلت قسطانية منطقة لغوية وثقافية مستقلة في العصور الوسطى، لكنها لم تحظ باستقلالها السياسي ففي عهد الرومان كانت من المقاطعات السبعة ثم خضعت لحكم مملكة القوط الغربيين قبل أن تخضع لحكم الفرنجة.
في الوقت الحالي، يعرف حوالي نصف المليون من أصل 16 مليون من السكان اللغة القسطانية، إلا أن اللغات المستخدمة هي الفرنسية والإيطالية والقطلونية والإسبانية. ومنذ عام 2006، أصبحت القسطلونية لغة رسمية في منطقة كتالونيا.

## أعلام أوكستانيا
- إليانور آكيتيان
- جان أنويه
- بيير بايل
- فرنسوا بايرو
- كارل الرابع عشر يوهان
- بيير بورديو
- فرانسيس كابرال
- إيريك كانتونا
- بول سيزان
- جان فرانسوا شامبليون
- أوغست كونت
- ميشيل دي مونتين
- غابرييل فوري
- بيير دي فيرما
- فاليري جيسكار ديستان
- هنري الرابع ملك فرنسا
- جان جوريس
- سيرج لاما
- فرنسوا مورياك
- فردريك ميسترال
- مونتسكيو
- نوستراداموس
- جورج بومبيدو
- كلود بويل
- ريتشارد الأول ملك إنجلترا
- أودري تاتو
- بيير تيلار دي شاردان
- هنري تولوز لوترك
- بول فاليري

## أعلام
- إليانور آكيتاين
- برتران بونيلو
- أنطونين أرتو
- أرماند لونيل
- اريان اسكارديا

## وصلات خارجية
- occitania.fr